# جالامپیتیا
جالامپیتیا (به لاتین: Jalampitiya) یک منطقهٔ مسکونی در سری‌لانکا است که در استان جنوبی (سری‌لانکا) واقع شده‌است.